# Замок Бельвер
Замок Бельвер (кат. Castell de Bellver) — замок у місті Пальма, о. Мальорки, Іспанія. Стоїть на горі заввишки 112 м, за 2,5 км від центру Пальми. Виконаний у готичному стилі у 1300–1311 роках як літня резиденція короля Хайме II.

## Історія
У 1229 король Арагону Хайме I взяв Пальму. У 1235 році Хайме I коронувався і як король Мальорки. У 1276 році за заповітом Хайме I його володіння розділені між синами. Королем Мальорки став молодший син Хайме II.
У 1300 році Хайме II доручив майстру Пере Сальве будівництво замку. У 1311 році Пере Сальва закінчив основні роботи. У 1330 році будівництво завершено. Над інтер'єром працював художник Франсіско Кабальті. У будівництві використовувався пісковик, добутий у підніжжі того самого пагорба, на якому стоїт замок. Прообразом конструкції замку вважають стародавню фортецю Іродіон із Західного берега річки Йордан. У 1343 році Педро IV Арагонський завоював Мальорку і почав облогу замку. У 1344 році Мальорка приєднана до Арагону, у замку тримали прибічників останнього короля Мальорки Хайме III. 1391 року повстанці почали облогу замку. У 1394 році король Арагона Хуан I ховався у замку від чуми, що охопила його континентальні володіння.
У 1408 король Мартін I передав замок домену заснованого ним монастиря Вальдемосса. 1521 року учасники повстання так званого Другого Братства почали облогу замку. В 1567 році замок сильно постраждав від пожежі, викликаній потраплянням блискавки.
У 17 столітті замок модернізують для використання артилерії. У 1713 році з північної сторони надбудовується критий бастіон. З 18 століття замок використовувався як в'язниця для політичних злочинців. Серед його в'язнів була вдова Хайме III з її двома синами, Найзнаменитішим політичним в'язнем початку 19 століття був політик Іспанії, письменник Гаспар Мельчор де Ховельянос, який і зробив перший науковий опис замку. Тут в юності переховувався французький фізик Франсуа Араго, обвинувачений народом у шпигунстві. Тут у 1817 році був страчений генерал Луїс де Ласі. Шосе, що веде до замку, прокладалось руками 800 в'язнів — учасників Національного повстання 1936 року. У 1931 році замок був переданий муніципалітету Мальорки для створення музею. У 1936 році замок знову перетворено у в'язницю. У 1976 році у ньому знаходиться Музей історії міста. У музеї представлена експозиція, присвячена історії Пальми від перших поселенців до Середньовіччя. Вона включає колекцію класичних скульптур кардинала Деспуча. Внутрішній двір пристосований для проведення різних розважальних заходів.

## Опис

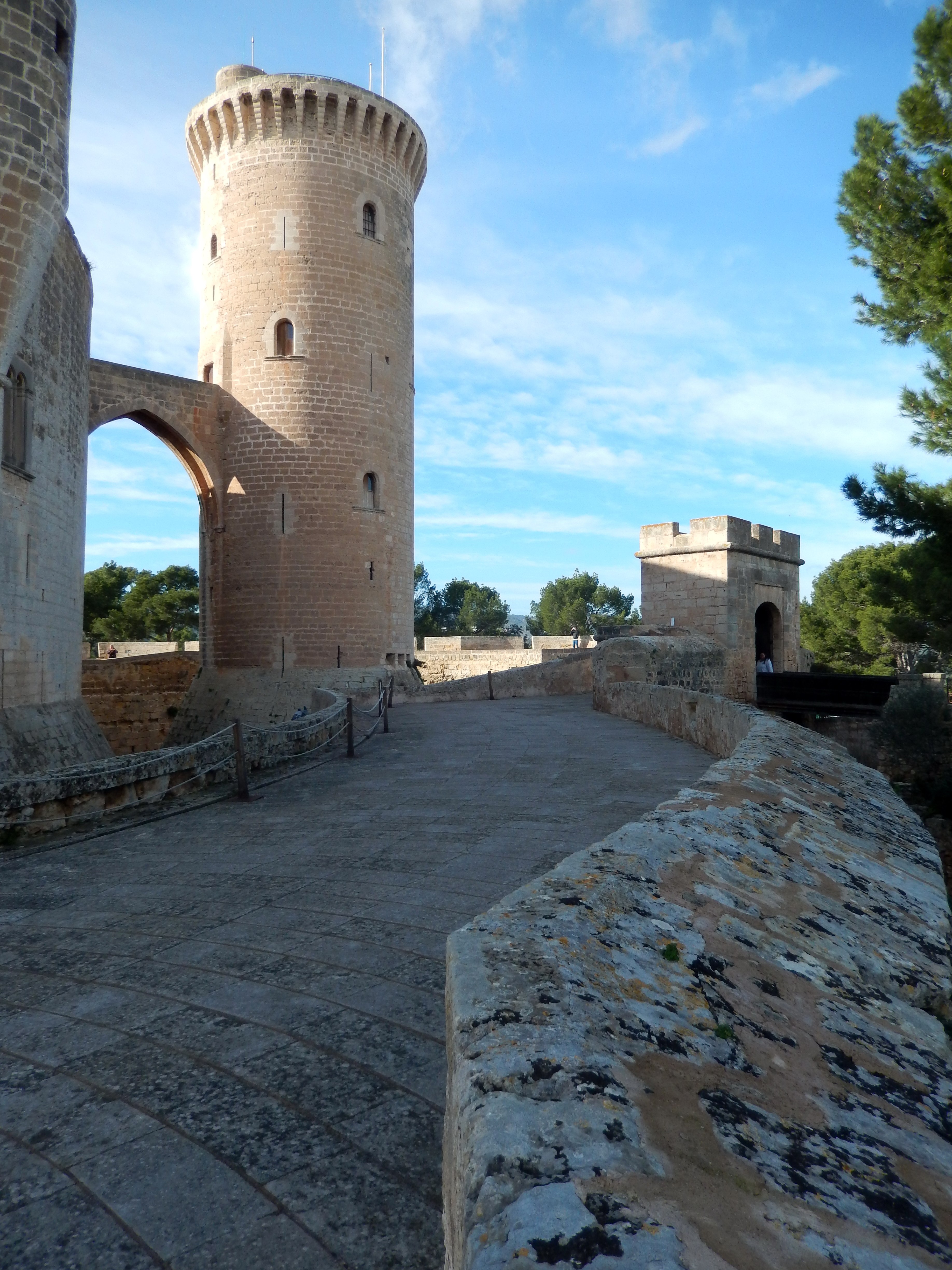
Головна вежа

Замок стоїть на горі заввишки 112 м, за 2,5 км від центру Пальми.
Замок має незвичайну форму. Круглий у плані, він зорієнтований по сторонам світу. Головна вежа розташована суворо на півночі. Три великі підковоподібні вежі зорієнтовані по трьом іншим сторонам світу, 4 малі вежі-еркери вказують на північний захід, північний схід, південний захід і південний схід.
Головна вежа має висоту 4 поверхи і 25 м розташована суворо на півночі, діаметр 12 м, з дахом ядра замку її з'єднує арочний міст завдовжки 7 м. Вінчає вежу кільце із 38 машикулі. Висота нижнього поверху, який використовувався як темниця, 5 м.
Ядро замку має діаметр близько 50 м. У центрі круглого внутрішнього двору діаметром 20 м знаходиться цистерна. По периметру проходить двоярусна галерея. Круглі арки першого поверху підтримують 21 колона, гострі парні арки другого — 42 восьмикутні.
Кільцеподібна будівля також має два поверхи. На першому розташовувались господарські приміщення і житло прислуги. Тут немає вікон, тільки вузькі бійниці. На другому знаходились королівські покої, офіційні приміщення, кухня і каплиця. Поверхи з'єднують між собою маленькі гвинтові
сходи, розташовані у внутрішніх башточки. Оскільки деякі з цих башточок вищі другого поверху використовуються як димохід, то сходи на другий поверх виходять поряд з каміном.
Дах замку плоска, спочатку по периметру йшли зубці, однак їх прибрали при реконструкції 17 століття.
Головний вхід в ядро замку знаходиться поряд з північно-західною башточкою, до нього веде міст, що має форму літери Г, таким чином, той хто входить у замок повертається спиною до головної вежі. Ще один вхід, улаштований таким самим чином, розташований біля південно-західної башточки.
Основа ядра замку і головної вежі має конічну форму. Його оточує рів завширшки 4 м, за яким розташована платформа-бастіон, яка повторює форму замку. У 18 столітті північна частина була обладнана критими артилерійським позиціями, які не збереглись до наших днів.
Головний вхід у замок знаходився з північно-західної сторони і проходив через барбакан. Сучасний вхід знаходиться з північно-східної сторони.